# مریم حسن شاه
مریم حسن شاه (اردو: مریم حسن شاہ؛ زادهٔ ۱۹ سپتامبر ۱۹۸۵) بازیکن کریکت زن اهل پاکستان است.